# サカーリバ
サカーリバ（アラビア語: صقالبة Saqālibah、単数形は صقلبي Siqlabī スィクラビー/シクラビー）とは、東ヨーロッパ人、特に中世アラブ世界や中東や北アフリカやシチリア（南イタリアにおけるイスラム史en:History of Islam in southern Italyを参照）やアンダルスにおいてゲルマンとスラヴ人奴隷と傭兵を意味する言葉であった。一般的に、このアラビア語の単語はビザンツ語の借用語であると考えられている。saqlab、siklab、saqlabiなどはスラヴ人というギリシャ語Sklavinoi
の転訛と考えられている。この単語はより一般的には、中央アジアや東ヨーロッパからの奴隷すべてを指すために使われた。
ペルシア人の年代記作者のイブン・アル＝ファキーフは、浅黒い肌で黒髪で海の近くに住む者たちと白い肌に色が薄い髪で内陸に住む者たちの、二種類の「サカーリバ」がいると書いた。アブー・ザイド・アル＝バルヒーは、クーヤーバとスラーウィーヤとアルサーニーヤというサカーリバの3つの本国を述べた。
イブラーヒーム・イブン・ヤアクーブはサカーリブの人々を、中央バルカンの山間部、ブルガリア人の西、「他のスラヴ人」の東、つまり現在のボスニアやモンテネグロやセルビアの周辺に位置づけた。「サカーリブ」は「最も勇敢で暴力的」であることで有名だった。
イスラーム世界へのスラヴ人奴隷の主な供給路はいくつもあった。中央アジア（モンゴル人、タタール人、ハザール人など）経由、地中海（ビザンティウム）経由、中央ヨーロッパおよび西ヨーロッパ経由でアンダルス行きのルートなどである。ヴォルガ川のヴォルガ交易路と他のヨーロッパ交易路は、イブラーヒーム・イブン・ヤアクーブによれば、en:Radanite ユダヤ商人によって供給されていた。テオファネスen:Theophanesは、ウマイヤ朝のカリフムアーウィヤが、660年代にシリアに5000人のスラヴ人傭兵からなる軍団全てを定住させたことを言及している。
ムスリム世界では、サカーリバは様々な方法で仕え、また仕えさせられた。例えば召使い、ハレムの女、宦官、職人、兵士、カリフの護衛などである。イベリア半島やモロッコやダマスカスやシチリアでの彼らの働きは、オスマン帝国のマムルークの役割と比較できよう。サカーリバのなかには、後ウマイヤ朝の崩壊後に、イベリア半島のタイファ（群小王朝）の領主となった者もいた。
古い資料の中の「サカーリバ」は他の東ヨーロッパの人々を指している可能性がある。例えば、イブン・ファドラーンはヴォルガ・ブルガールの支配者アルムシュen:Almışを「サカーリバの王」（イルテベル（en:iltäbär））と述べている。